# RJ-45
Koncovka RJ-45 je dnes nejčastěji používaný typ zapojení síťových kabelů UTP a STP. Mimo to se ale používá ke spojení xDSL modemů, ISDN zařízení, E1 atp. Vytlačila mnoho ostatních koncovek, z důvodu snižování počtu vodičů a modernizace počítačového vybavení. Je to koncovka typu 8P8C (z angličtiny: 8 pozic, 8 vodičů). RJ-45 může mít dvě podoby: zásuvka (samičí, female, F) nebo zástrčka (samčí, male, M).
Její název vychází z podobnosti s telefonními koncovkami RJ-45 registrovanými u FCC (RJ pochází z dřívější verze RJ-11), ty jsou však s moderními počítačovými síťovými kabely nekompatibilní, a to nejenom proto, že mají pouze 2 vodiče a popř. 2 volitelné odpory, ale také proto, že mají jiný tvar. Ačkoliv to v pojmenování vytváří určité zmatky, dá se konstatovat, že mimo americký telekomunikační průmysl, kde se používá označení 8P8C, se tyto koncovky označují běžně, i když ne zcela správně, RJ-45.

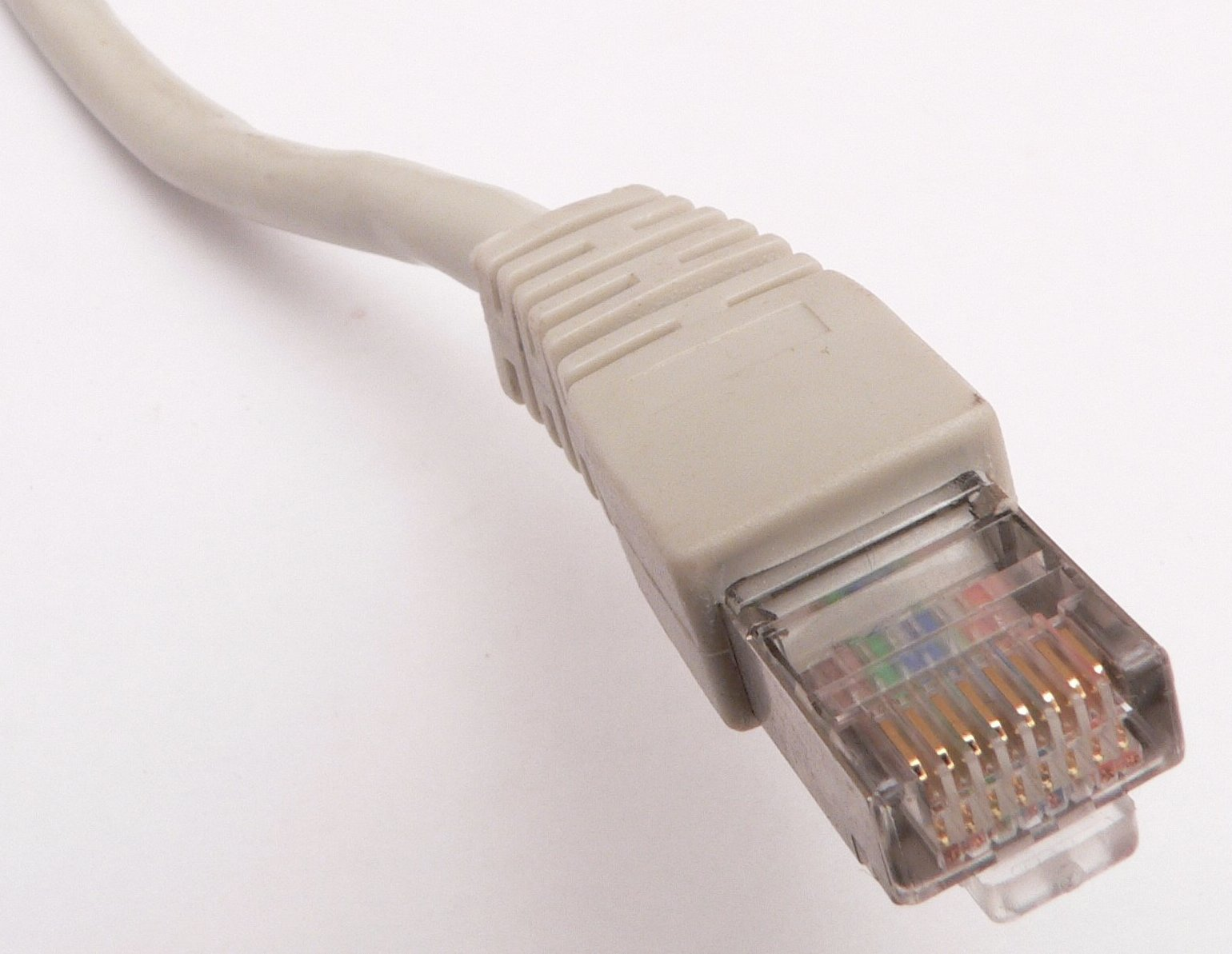
Koncovka s kabelem

Tato koncovka je definována ve standardu TIA-968-A, vydaném Správní radou pro připojení terminálu (anglicky Administrative Council for Terminal Attachment – ACTA).

## Zapojení

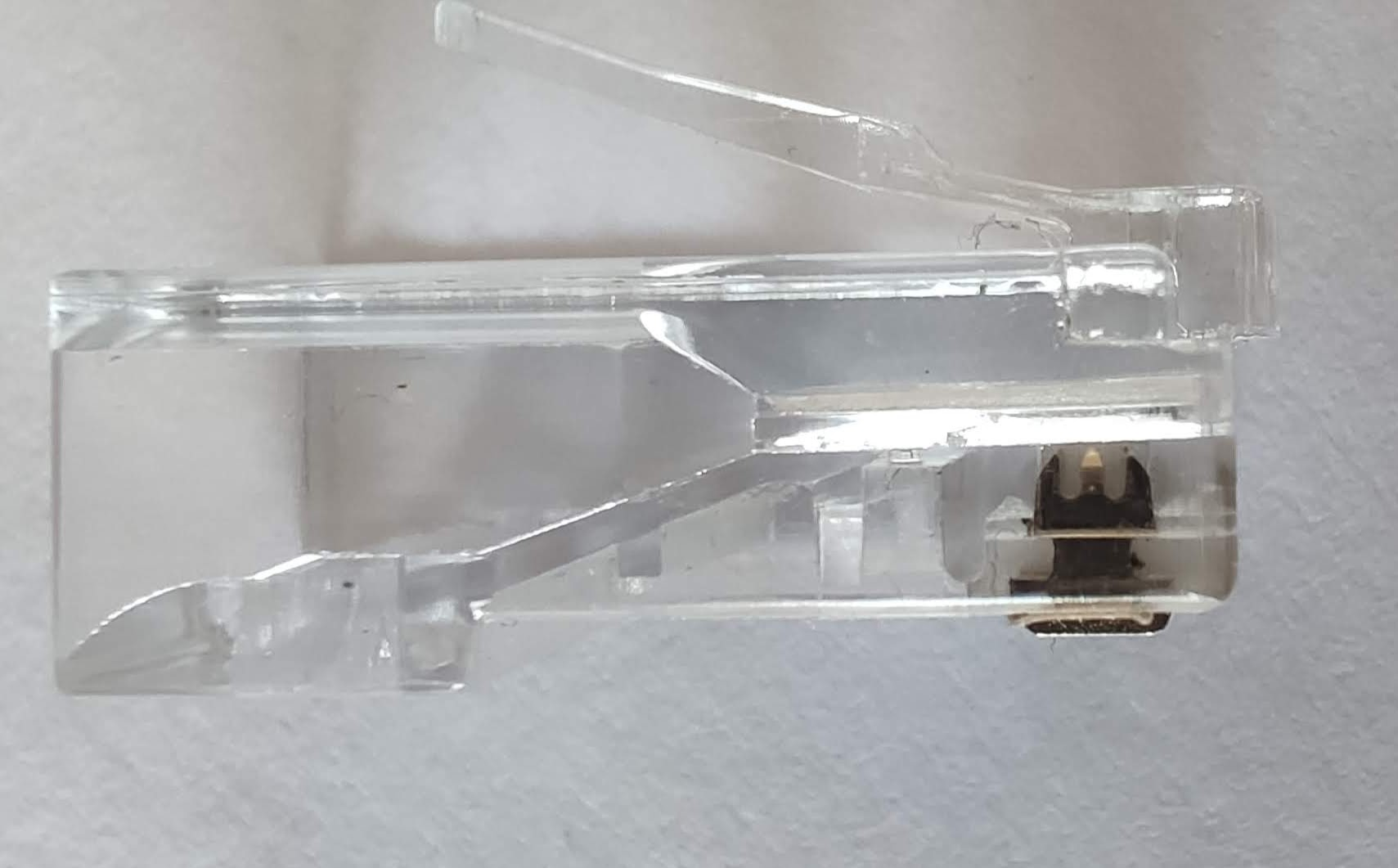
Univerzální 8P8C (RJ-45) konektor pro drát s typickými hroty ve tvaru písmene Ψ.

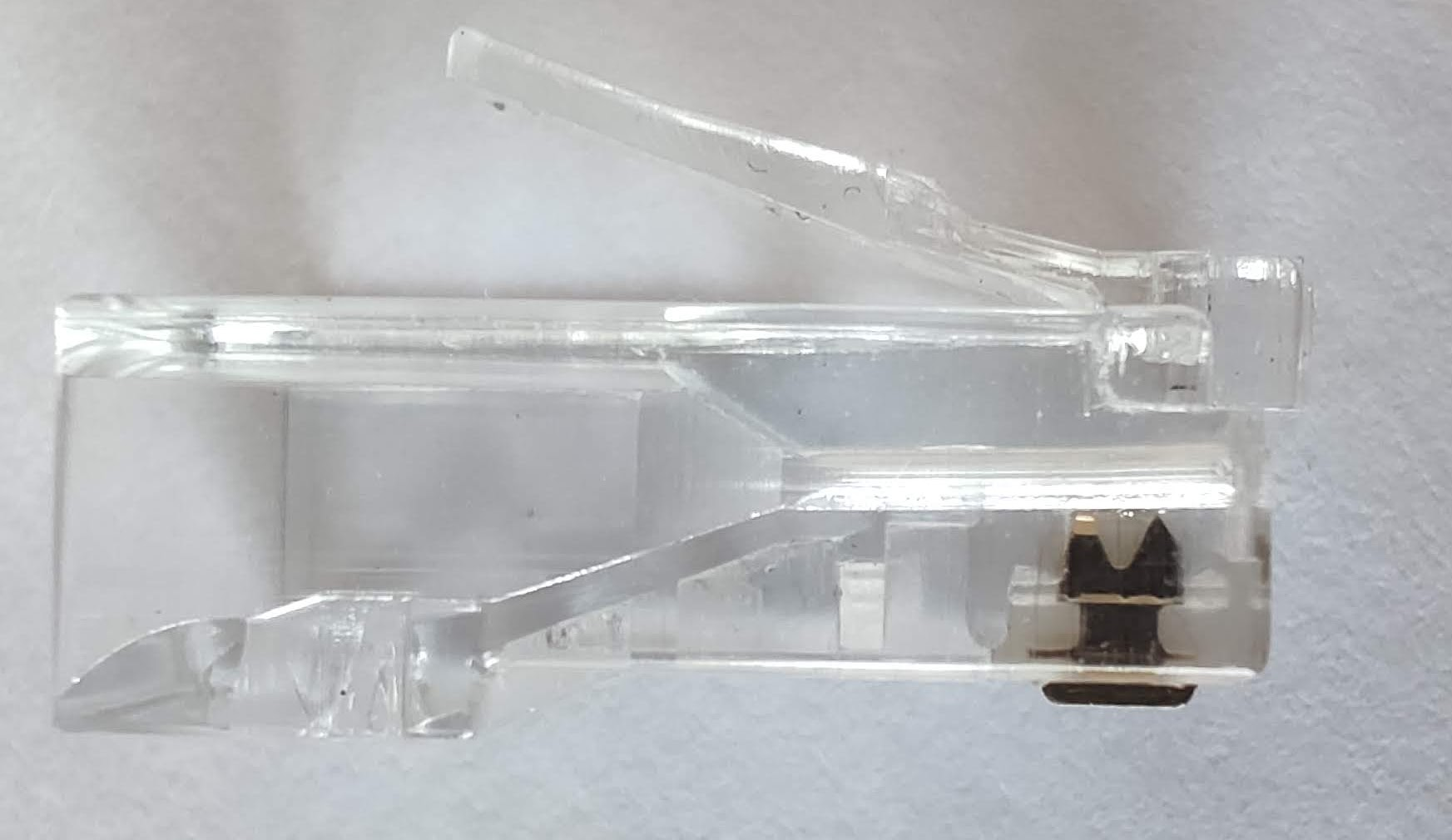
8P8C (RJ-45) konektor pro lanko s hroty ve tvaru písmene Y (pokud jsou hroty podélně vyoseny, jde též o univerzální konektor).

Obvykle se používají zapojení s označeními T568A nebo T568B, která jsou definována v TIA/EIA-568-B. K nasazení koncovek se používají tzv. krimpovací kleště.

### Typy konektorů
Pro spolehlivé spojení kabelu a konektoru je nutné rozlišovat, zda je konektor lisován na kabel typu drát nebo lanko (licna). Drát je jednolitý vodič, zatímco lanko má každý vodič tvořen z mnoha tenkých a snadno ohebných drátků. Drát se používá pro pevné vedení (např. v lištách), zatímco lanko se používá pro poslední část spojení, typicky od UTP zásuvky k počítači.

#### Krimpování na drát
Konektor pro krimpování na drát má nože navzájem mírně vyosené, aby po zalisování sklouzly po stranách drátu a svíraly ho ze stran. Často bývá ve tvaru tříhrotové vidličky ve tvaru písmene Ψ (řecké písmeno psí), přičemž prostřední je lehce vyosena proti zbylým dvěma. Může být však i ve tvaru dvouhrotové vidličky ve tvaru písmene Y s navzájem vyosenými hroty. Po nalisování konektoru na drát dojde k pevnému obemknutí drátu z obou stran (krajní hroty sklouznou kolem drátu z jedné a vnitřní hrot z druhé strany). Pokud by byl na drát chybně použit konektor pro lanko (viz dále), dojde k naštípnutí drátu a nespolehlivému spojení, protože časem dojde v místě naštípnutí k rozlomení drátu, kontakt bude mít vyšší přechodový odpor (bude nespolehlivé), až se časem přeruší úplně.

#### Krimpování na lanko
Konektor na lanko má nože tvarované tak, aby se do lanka zapíchly a zmáčkly ho pod sebou (ohebné lanko nepraskne, ale přizpůsobí se), čímž dojde k vytvoření spolehlivého kontaktu. Často má nůž podobu dvouhrotové vidličky ve tvaru písmene Y. Pokud by byl pro lanko použit konektor pro drát, hroty se plně nerozevřou, takže kontakt bude (podle konkrétní konstrukce konektoru) v pořádku. Záleží však vždy na konstrukci a doporučení výrobce konektoru.

### Zapojení kabelů
Ethernet se většinou přenáší po kabelech typu „kroucená dvojlinka“ (anglicky Twisted pair cable) kategorie 5e nebo kabely kategorie 6, které jsou určeny pro gigabitový ethernet, ale jsou současně zpětně kompatibilní s kategoriemi 3, 5 a 5e. Pro přenos 10 a 100 Mb ethernetu se používají pouze dva páry vodičů, připojené k pinům 1, 2, 3 a 6. Modrý pár byl v původní specifikaci strukturované kabeláže určen pro připojení telefonu - proto je umístěn uprostřed a při zapojení koncovky RJ12 do zásuvky RJ45 dojde právě k propojení A-B vodičů na modrý pár zásuvky. V případě gigabitového ethernetu jsou využity všechny 4 páry vodičů.

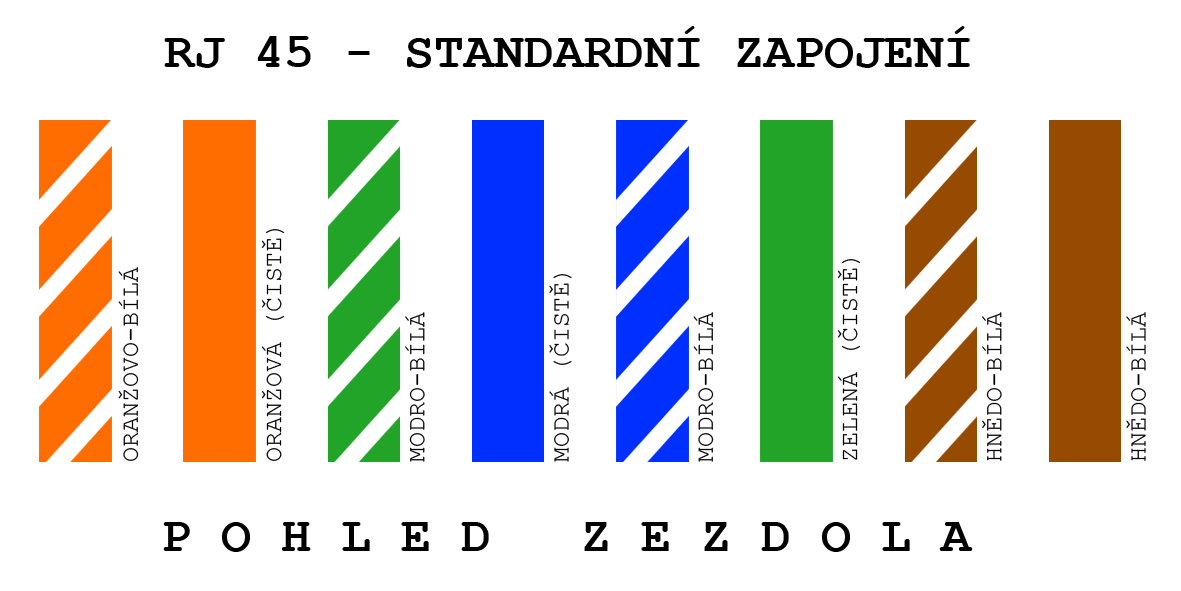
Standardní zapojení ethernetu pomocí kroucené dvojlinky s konektorem RJ-45

| Pin | Křížené zapojení (T568A) | Standardní zapojení (T568B) | Křížený gigabit ethernet (T568A) | Standardní gigabit ethernet (T568B) |
| --- | ------------------------ | --------------------------- | -------------------------------- | ----------------------------------- |
| 1   | zeleno-bílý              | oranžovo-bílý               | oranžovo-bílý                    | zeleno-bílý                         |
| 2   | zelený                   | oranžový                    | oranžový                         | zelený                              |
| 3   | oranžovo-bílý            | zeleno-bílý                 | zeleno-bílý                      | oranžovo-bílý                       |
| 4   | modrý                    | modrý                       | hnědo-bílý                       | modrý                               |
| 5   | modro-bílý               | modro-bílý                  | hnědý                            | modro-bílý                          |
| 6   | oranžový                 | zelený                      | zelený                           | oranžový                            |
| 7   | hnědo-bílý               | hnědo-bílý                  | modrý                            | hnědo-bílý                          |
| 8   | hnědý                    | hnědý                       | modro-bílý                       | hnědý                               |

Označení pinů na konektoru:

#### Přímý kabel

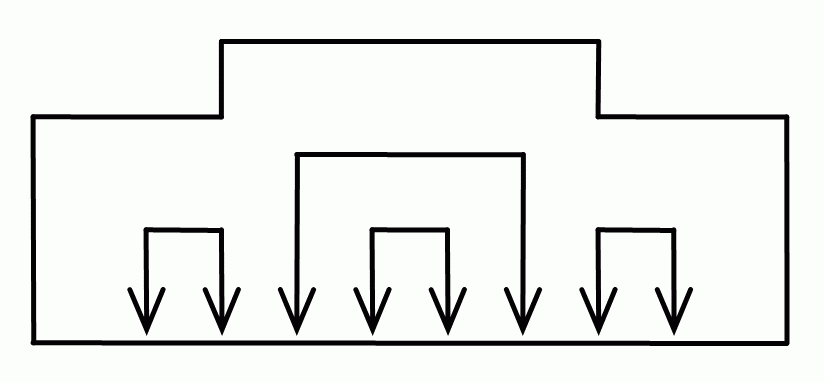
Uspořádání párů v přímém zapojení. Barvy jednotlivých párů nejsou v praxi tak důležité.

U přímého kabelu jsou oba konce zapojeny identicky, dle standardu T568A nebo T568B. Při výrobě „přímého kabelu“ se může stát, že se člověk soustředí pouze na to, aby oba konektory byly zapojeny navzájem stejně (1-1, 2-2, …), a nehledí na správné uspořádání párů kroucené dvojlinky. Při komunikaci vyšší rychlostí však takový kabel nebude fungovat kvůli vysokofrekvenčnímu rušení, které by správně mělo být eliminováno korektním zapojením párů. Když už se tedy v praxi nehledí na přesné rozmístění barev podle výše uvedeného schématu, je důležité alespoň správně zapojit páry podle obrázku vpravo.

#### Křížený kabel

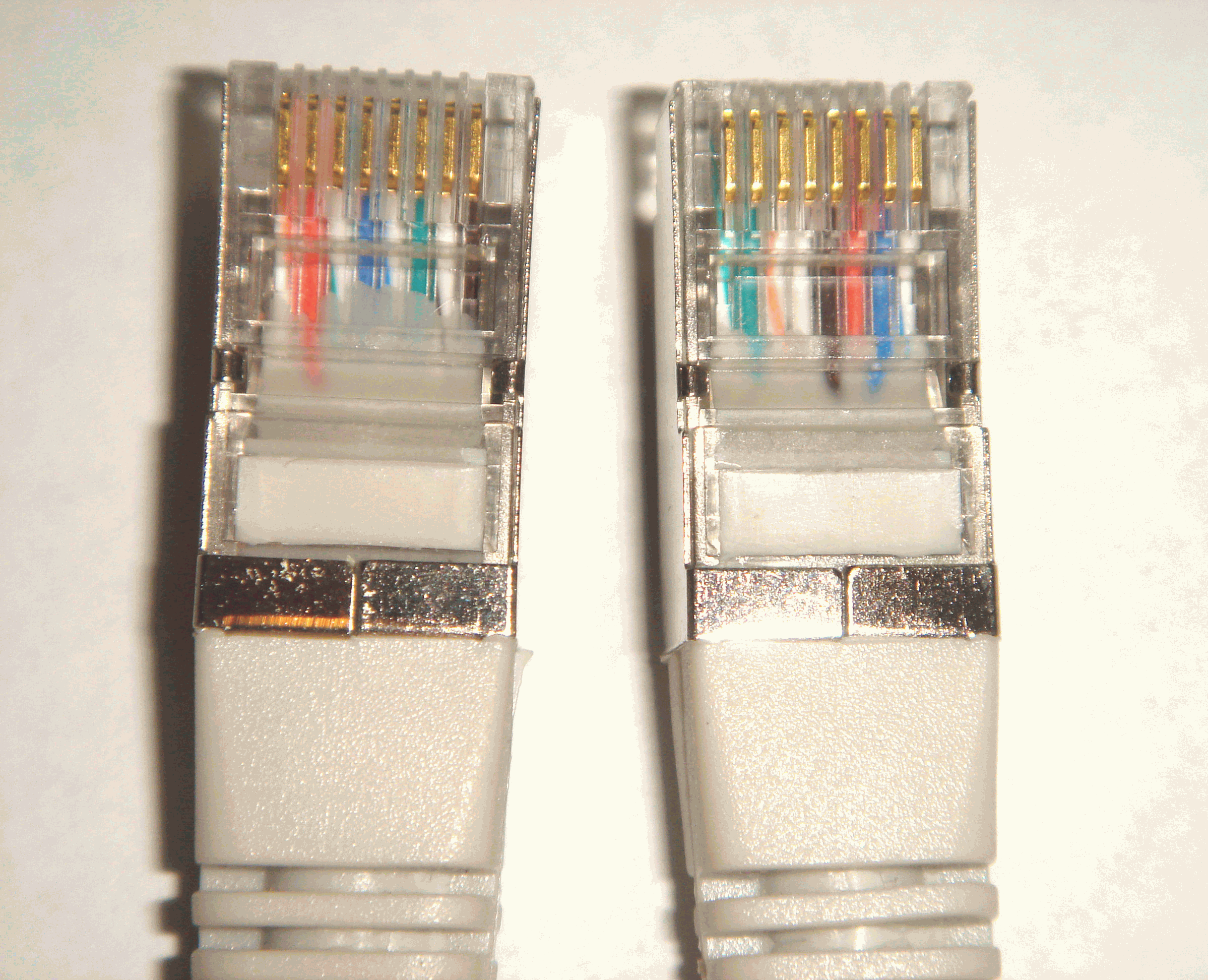
Křížený gigabitový kabel (verze T568B). U 100 Mb kabelu by nebyl prohozen modrý a hnědý pár.

Kabel, který má na koncích přehozený oranžový pár se zeleným (piny 1+2 versus 3+6) a v případě gigabitového ethernetu ještě modrý pár s hnědým (piny 4+5 versus 7+8), se nazývá „křížený“ (anglicky crossover). Takovéto kabely jsou většinou označeny nápisem nebo barevně. Používají se k přímému propojení počítače s počítačem a před rozšířením auto-MDI/MDIX (automatické rozpoznání přímého nebo kříženého kabelu) byl také potřeba k propojení mezi směrovači, rozbočovači nebo přepínači.